# Günther Büch
Günther Büch (* 3. Dezember 1932 in Saarbrücken; † 26. April 1977 in Nürnberg) war ein deutscher Schauspielregisseur. Er studierte Germanistik, Philosophie, Kunst- und Theatergeschichte in Wien, Paris und München.

## Feste Theaterengagements
1956/57 hatte er sein erstes Engagement als Dramaturg, Regie-Assistent und Schauspieler am Stadttheater Saarbrücken. In drei Spielzeiten inszenierte er zwölf verschiedene Stücke, bevor er 1959 zum Städtebundtheater Hof wechselte. Hier war er als Dramaturg und Spielleiter tätig. Mit dem Beginn der Spielzeit 1961 / 1962 ging Günther Büch als Spielleiter und später Oberspielleiter zu den Städtischen Bühnen Oberhausen. Hier inszenierte er ca. 60 verschiedene Stücke und war auch in einigen Rollen auf der Bühne zu sehen. In seiner letzten Zeit in Oberhausen hat Büch mehrere Musicals mit dem Schauspiel-Ensemble auf die Bühne gebracht und selbst auch kleinere Rollen (z. B. Ajax 2 in Die schöne Helena) übernommen.

## Förderer von Peter Handke
In die Oberhausener Zeit fällt auch die Entdeckung Peter Handkes durch Günther Büch, der neben Claus Peymann als der große Förderer des Autors gilt. Insgesamt hat Büch zwölf Inszenierungen mit Stücken Handkes gemacht, dabei die Uraufführungen von Weissagung und Selbstbezichtigung, von Hilferufe auf einer Tournee des Oberhausener Theaters in Stockholm und von Kaspar, die am gleichen Tag in Oberhausen unter Büchs Regie und im Frankfurter Theater am Turm unter Claus Peymann stattfand. Gastspiele führten das Oberhausener Ensemble mit den Stücken von Peter Handke u. a. nach Kopenhagen, Oslo, Paris, Amsterdam, München und Berlin. 1967 wurden die Oberhausener Inszenierungen von Weissagung und Selbstbezichtigung zum Berliner Theatertreffen eingeladen.

## Gastregisseur
Durch den Erfolg der Handke-Inszenierungen war Günther Büch im deutschsprachigen Raum bekannt geworden. Dies führte dazu, dass er nach dem Ende seines Oberhausener Engagements als freier Regisseur in vielen Theatern Deutschlands und der Schweiz tätig war. Seine Arbeit führte ihn nach Hamburg, Berlin, Zürich und Bern. Außerdem war er in Nürnberg, wo er dreizehn Stücke inszenierte und auch seine letzte, unvollendete Arbeit stattfand. Die Anzahl der weiteren Bühnen, an denen Büch arbeitete, ist groß. Dazu gehören Düsseldorf, Hannover, Moers, Wiesbaden, Köln und verschiedene Tournee-Theater. Insgesamt hat Günther Büch ca. 160 Inszenierungen geschaffen.

## Tod
Am 26. April 1977 verstarb Günther Büch in Nürnberg an einer Lebererkrankung, nachdem er bereits seit 1969 an einem schweren Diabetes gelitten hatte.
Kritiker verschiedener Tageszeitungen würdigten seine Lebensleistung: 
- „…Günther Büch – er war wohl die originellste, verblüffendste, schockierendste Erscheinung auf der deutschen Bühnen-Szene. Er war wirklich das schreckliche Kind des deutschen Theaters…“ (Karsten Peters, Abendzeitung München, 2. April 1977)
- „…Er war dem Theater verfallen. Mit Herz, Leib und Seele, ein Theatermensch durch und durch, konnte nächtelang über Stücke, Autoren, Inszenierungen, Schauspieler und Regisseure debattieren. ‚Opas Theater ist tot‘ schimpfte er schon 1966 und setzte sogleich einen Neubeginn an: Peter Handke hat ihm die Uraufführung seines Kaspar zu danken, die Berliner Tribüne rettete er mit seiner Happy-End-Inszenierung vor der Schließung….“ (Berliner Morgenpost, 27. April 1977)
- „…Über die Grenzen des Ruhrgebiets bekannt wurde er als Uraufführungsregisseur der Sprechstücke Peter Handkes, der ihm die Treue hielt, als sich längst hochsubventionierte Staatstheater um das (einstige) Enfant terrible rissen. Und Büch, der Chaotische, der die Bühne auch, aber nicht nur als politisches Forum verstand, erwies sich hier als disziplinierter Zuchtmeister der Sprachkaskaden Handkes. Seine Berliner Inszenierung der Publikumsbeschimpfung lief fast ein Jahrzehnt in einem Off-Ku‘damm-Theater…“ (Hans Jansen, WAZ, 27. April 1977)

Am 29. April 1977 wurde er auf dem Nürnberger Südfriedhof beerdigt.
2009 wurde eine Straße im Oberhausener Stadtteil Alstaden nach Günther Büch benannt.

## Inszenierungen (Auswahl)
- Blick zurück im Zorn von John Osborne Saarbrücken 1958
- Die Katze auf dem heißen Blechdach von Tennessee Williams Hof 1960
- Bunbury von Oscar Wilde Hof 1960
- Helden von George Bernhard Shaw Oberhausen 1961
- Die Zofen von Jean Genet Oberhausen 1962
- Das letzte Band von Samuel Beckett Oberhausen 1962
- Draußen vor der Tür von Wolfgang Borchert Oberhausen 1962
- In der Sache J. Robert Oppenheimer von Heinar Kipphardt Oberhausen 1964
- Furcht und Elend des Dritten Reiches von Bertolt Brecht Oberhausen 1965
- Irma la Douce von Marguerite Monnot Oberhausen 1967
- Kiss me, Kate von Cole Porter Oberhausen 1967
- Die schöne Helena von Jacques Offenbach Oberhausen 1967
- Die Dreigroschenoper von Bertolt Brecht Oberhausen 1968
- Was ist an Tolen so sexy? von Ann Jellicoe Oberhausen 1968
- Die Räuber von Friedrich Schiller in der Bearbeitung von Hans Bertram Bock Oberhausen 1968
- My Fair Lady von Lerner/Loewe Oberhausen 1969
- Frauenvolksversammlung von Aristophanes Berlin, Forum-Theater 1969
- Toller von Tankred Dorst Nürnberg 1970
- Die Geisel von Brendan Behan Oberhausen 1970
- Der kaukasische Kreidekreis von Bertolt Brecht Bern 1971
- Der Mann von La Mancha von Dale Wassermann Nürnberg 1973
- Endstation Sehnsucht von Tennessee Williams Düsseldorf 1974
- Ein Bericht für eine Akademie von Franz Kafka Hannover 1974
- Ein Sommernachtstraum von William Shakespeare Basel 1974
- Catch-22 von Joseph Heller Wiesbaden 1975
- Die Glasmenagerie von Tennessee Williams Hannover 1975
- Die verlorene Ehre der Katharina Blum von Margarethe von Trotta nach einer Erzählung von Heinrich Böll Bonn 1976

Inszenierungen von Stücken Peter Handkes
- Der Jasager und der Neinsager Oberhausen 22. Oktober 1966
- Weissagung Oberhausen 22. Oktober 1966
- Selbstbezichtigung Oberhausen 22. Oktober 1966
- Publikumsbeschimpfung Berlin, Forum-Theater 1967
- Hilferufe Stockholm 1967 (zusammen mit Der Jasager und der Neinsager und Selbstbezichtigung/Weissagung)
- Kaspar Oberhausen 11. Mai 1968 (Kaspar – Ulrich Wildgruber)
  - Nürnberg 23. Juni 1968;
  - Berlin 5. September 1968;
  - Zürich 7. Mai 1969;
  - Schweizer Tournee-Theater Basel 1968/69
- Der Ritt über den Bodensee Nürnberg 2. Februar 1971
- Die Unvernünftigen sterben aus Wiesbaden 4. Mai 1974;
  - Hannover 21. August 1974